# Питьевой фонтанчик

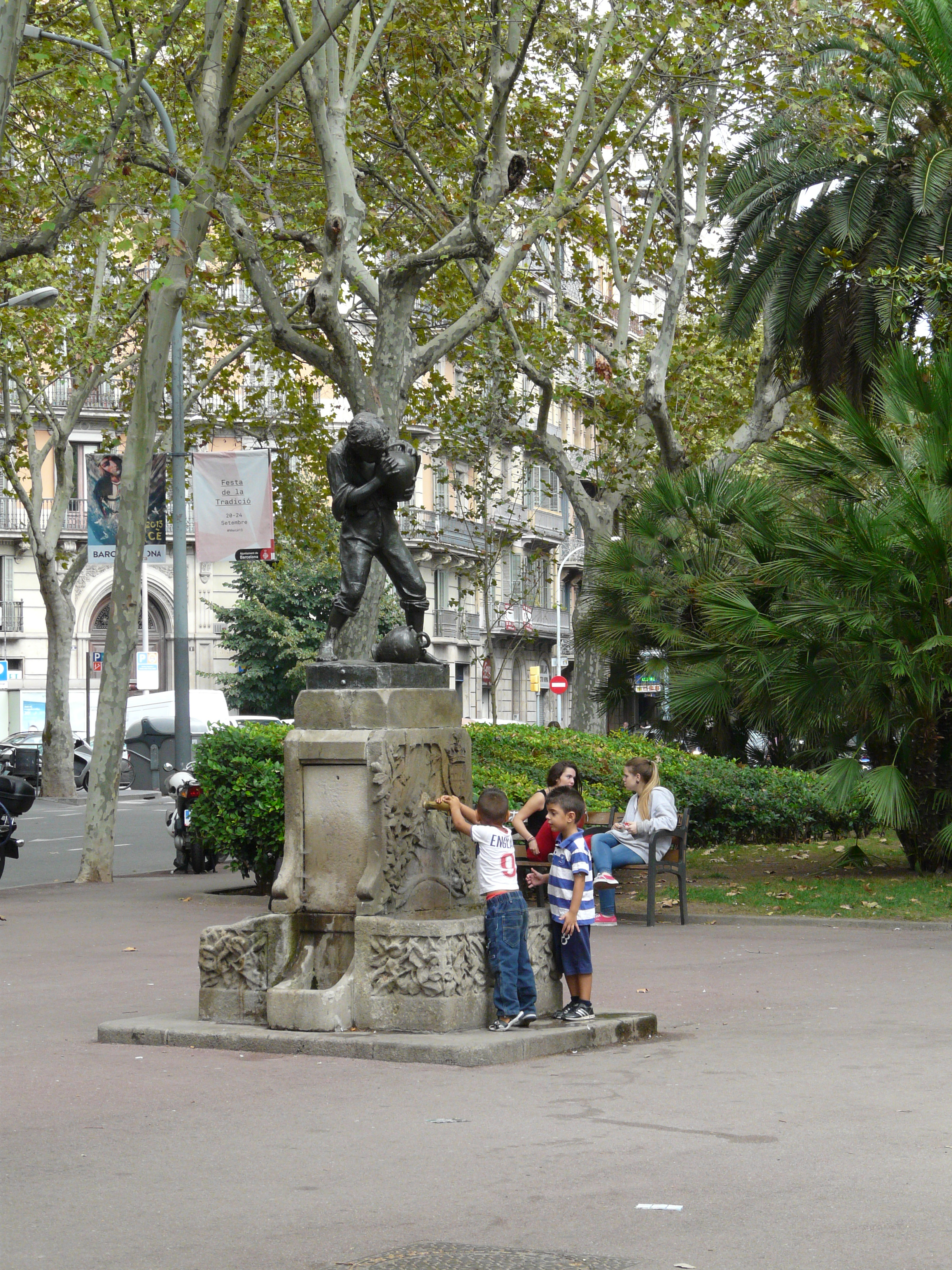
Питьевой фонтанчик в Барселоне

Питьевой фонтанчик — искусственное сооружение, предназначенное для утоления жажды в публичных местах с обеспечением гигиенической безопасности. Представляет собой фонтан малых размеров, располагаемый на высоте ниже человеческого роста. Бывает с ручным и ножным пуском воды. Изготавливается из нержавеющей стали или чёрного металла с последующей окраской или хромированием. Комплектуется фильтрами очистки воды. Питьевые фонтанчики могут располагаться как на улицах (особенно в регионах с жарким климатом), так и в помещениях (производственных, учебных). Большое распространение просто изготовленные питьевые фонтанчики получили на тепловых электростанциях (из-за высоких температур воздуха в главном корпусе), и широко используются работающим там персоналом.
По форме питьевые фонтанчики могут быть как сугубо утилитарными (водоразборная колонка), так и произведениями искусства. Некоторые из них пользуются широкой известностью: например, своеобразным символом Парижа стал фонтанчик Уоллеса.

## Питьевые фонтанчики в Армении

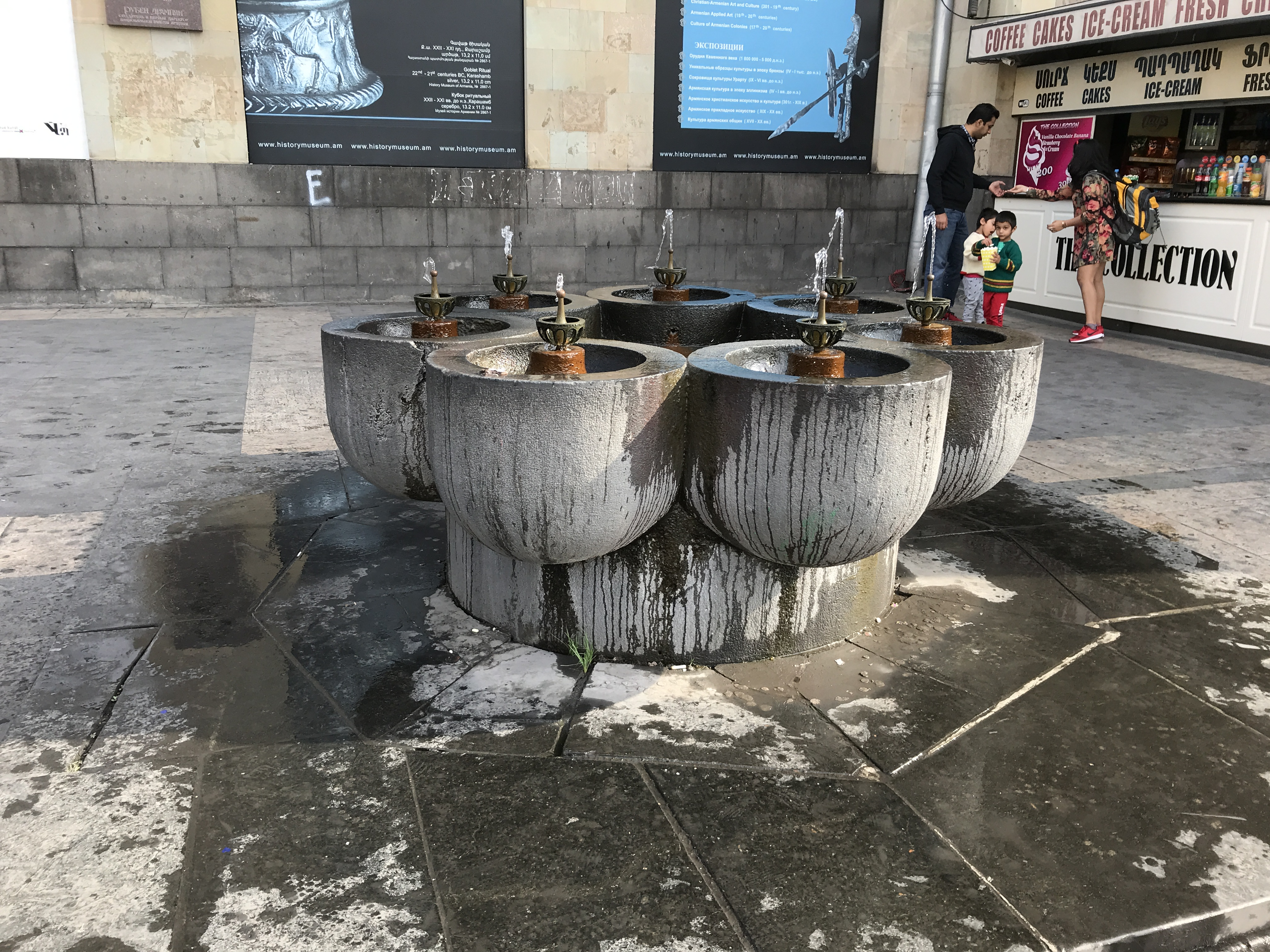
Питьевой фонтанчик «7 родников»

Питьевые фонтанчики широко распространились в период вхождения Армении в состав СССР. В культуре Армении вода и, в частности, питьевые фонтанчики имеют повышенную значимость. По-армянски их называют арм. Պուլպուլակ (произносится пулпула́к, от звука журчания воды — «пул-пул», и от слова «ак» (арм. Ակ) — «источник»), а также арм. ցայտաղբյուր (произносится цайтахбю́р). Большинство из них установлено отдельно, однако некоторые соединены с хачкарами.
В Ереване на площади Республики находится самый известный питьевой фонтанчик столицы «7 родников» (как гласит армянская народная мудрость, «народ черпает силу из семи источников»), построенный в 1965 году по проекту Спартака Кндехцяна. Прежние питьевые наконечники «7 родников», сделанные в форме крепостной башни, были похищены в 1990-е годы, новые изготовлены по проекту дизайнера-ювелира Нура (Армана Давтяна).

## Питьевые фонтанчики в Великобритании
В Великобритании питьевые фонтанчики получили распространение во второй половине XIX века. Среди причин большое значение имели плохая организация водоснабжения Лондона частными компаниями, а также широкое распространение алкоголизма.
Только после создания в 1848 году Столичной комиссии канализации стали появляться первые общественные бани и питьевые фонтаны. В 1859 году была основана Столичная ассоциация бесплатных питьевых фонтанов, и в том же году открылся первый бесплатный фонтанчик (у храма Гроба Господня). Следствием популярности фонтана (им пользовалось около 7000 человек в день) стало дальнейшее распространение подобных сооружений, финансировавшееся обществами трезвости, а также церковными организациями, использовавшими их как средство привлечения к храмам. Поэтому нередко фонтанчики размещались при церквях и украшались аллегорическими изображениями Трезвости, а также библейской цитатой:
Иисус сказал: всякий, пьющий воду сию, возжаждет опять, а кто будет пить воду, которую Я дам ему, тот не будет жаждать вовек; но вода, которую Я дам ему, сделается в нем источником воды, текущей в жизнь вечную.

## Питьевые фонтанчики в Италии
Города Италии издавна известны своими внушительными высокохудожественными фонтанами. В то же время широкой известностью пользуются римские утилитарные питьевые фонтанчики, получившие прозвище «большой нос» (итал. nasone). Первые чугунные образцы цилиндрической формы, установленные в 1874 году, имели три отверстия в форме головы дракона. Более поздние модели оборудованы только одним краном, по форме которого фонтанчики и получили название. В верхней части носика есть отверстие, через которое вода пойдёт, если пережать нижнюю дырку, благодаря чему её удобнее пить. По данным обслуживающей римский водопровод компании, насчитывается более 5000 питьевых фонтанчиков: они встречаются по всему Риму почти на каждой площади и углу улицы. Разработано даже специальное приложение с картой для мобильных устройств.

## Питьевые фонтанчики в России
Питьевые фонтанчики были очень распространены в России в советский период: на рынках, в парках, в школах, высших учебных заведениях, пионерских лагерях, турбазах, на производстве, пляжах, вокзалах, клубах, кинотеатрах, аэропортах и т. д., но после распада СССР многие из них сначала прекратили свою работу, а потом были демонтированы. Впоследствии в некоторых местах они снова стали устанавливаться.
В Тюмени власти отказались устанавливать питьевые фонтанчики.

## Питьевые фонтанчики в США

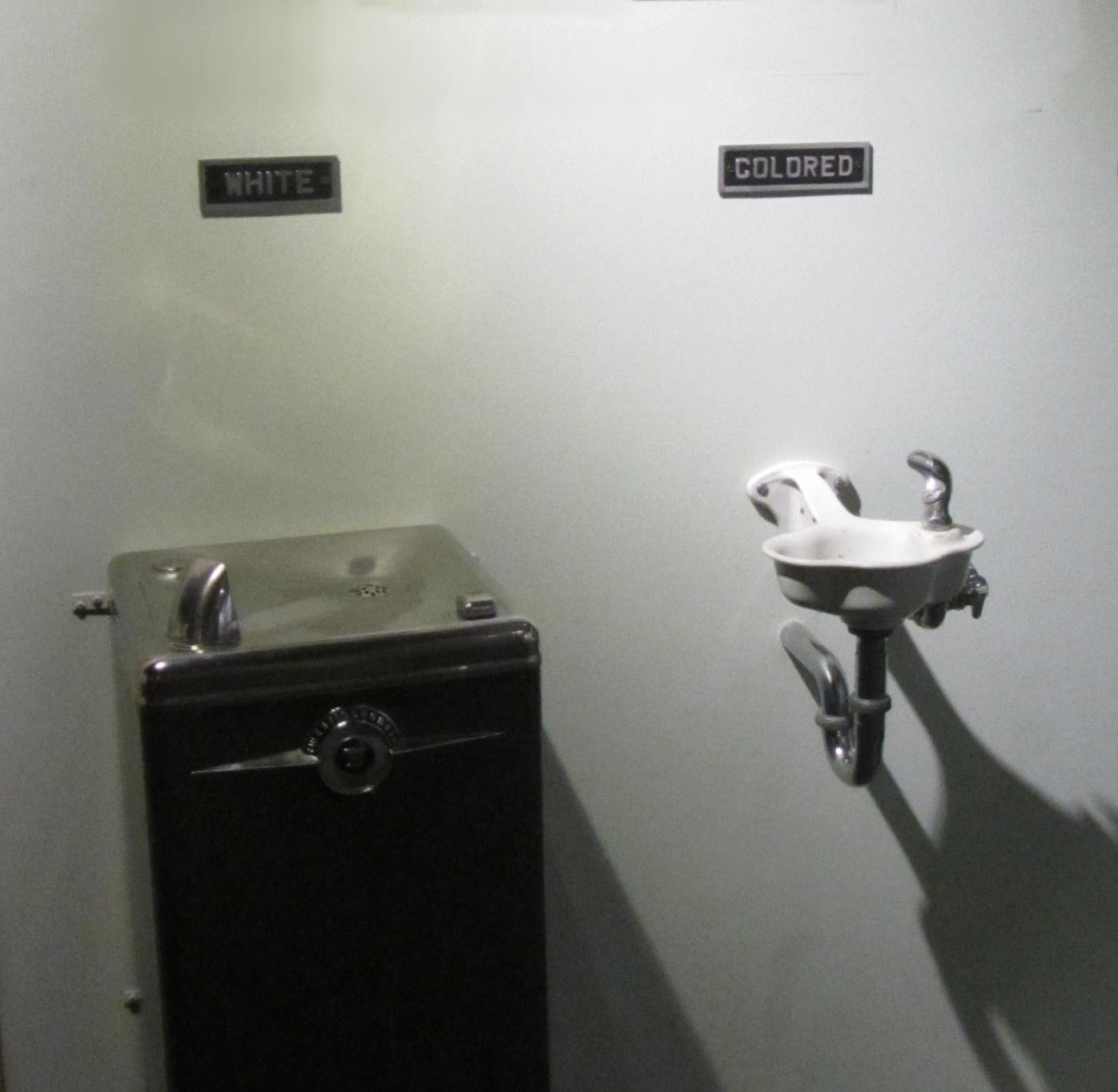
Музейный экспонат периода расовой сегрегации — источники воды: более качественный для белых и менее качественный — для цветных соответственно (Северная Каролина)

Распространение питьевых фонтанчиков по окончании Гражданской войны в США связано с деятельностью Национального женского христианского союза трезвости, финансировавшего их установку в городах для того, чтобы спиртные напитки перестали быть альтернативой питьевой воде плохого качества. Другим инициатором стало Американское общество по предотвращению жестокого обращения с животными, озабоченное нехваткой в городах питьевой воды для рабочих лошадей. В результате получили распространение комбинированные питьевые фонтанчики с краном для людей, поилкой для лошадей и иногда нижней ёмкостью для собак.
Питьевые фонтанчики в США были объектом расовой сегрегации вплоть до принятия Закона о гражданских правах 1964 года.

## Питьевые фонтанчики во Франции
По инициативе Ричарда Уоллеса в Париже в 1870-х годах были установлены питьевые фонтанчики из чугуна (по два на каждый парижский округ).
Установленные на углах перекрёстков, широких тротуарах и площадях, они должны были гармонировать с общим стилем парижской архитектуры и оформления улиц. В частности, именно этим обусловлен цвет фонтанчиков — зелёный. Уоллес создал четыре модели, разных размеров и форм. Сегодня в Париже сохранились 108 фонтанчиков Уоллеса (88 больших, остальные отличаются по форме). Красивая форма фонтанчика способствовала его распространению по городам Франции и других стран мира. В частности, работающие копии таких фонтанов были установлены в Швейцарии, Германии, Грузии, Канаде, ЮАР, США, Испании, Израиле, России.

## Значение питьевых фонтанчиков
Против увеличения количества питьевых фонтанчиков выдвигаются такие аргументы, как санитарные нормы и распространение болезней, а также отсутствие прибыли при необходимости расходов.
Противоположное утверждение — об их необходимости в современных городах — обосновывается, в частности, тем, что в 2003 году в Европе погибли несколько 72 тысячи человек от аномальной жары, после чего в Евросоюзе массово стали устанавливать питьевые фонтанчики, также ООН закрепила право человека на чистую питьевую воду.

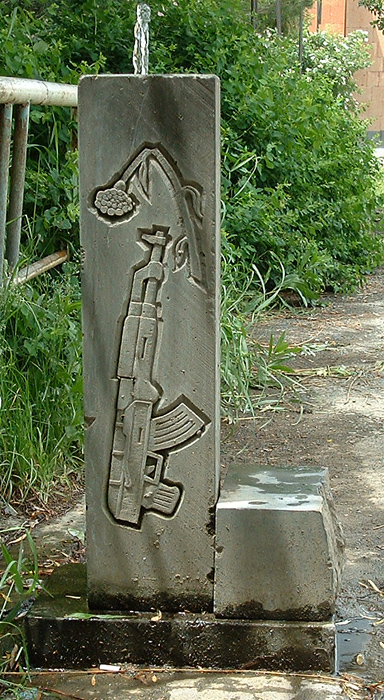
Армянский фонтанчик в память о погибших в Первой карабахской войне в Вайке
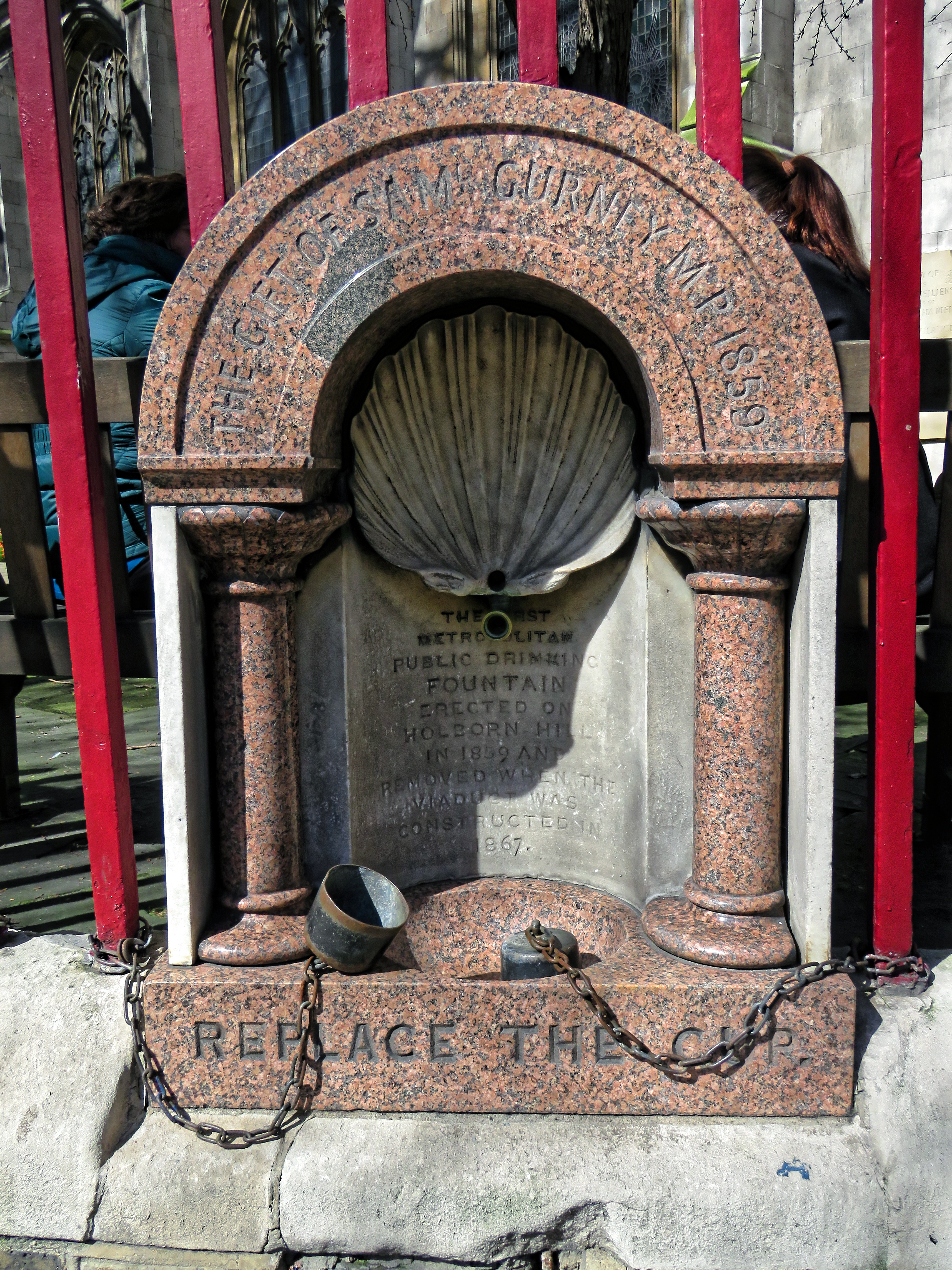
Первый питьевой фонтанчик Лондона
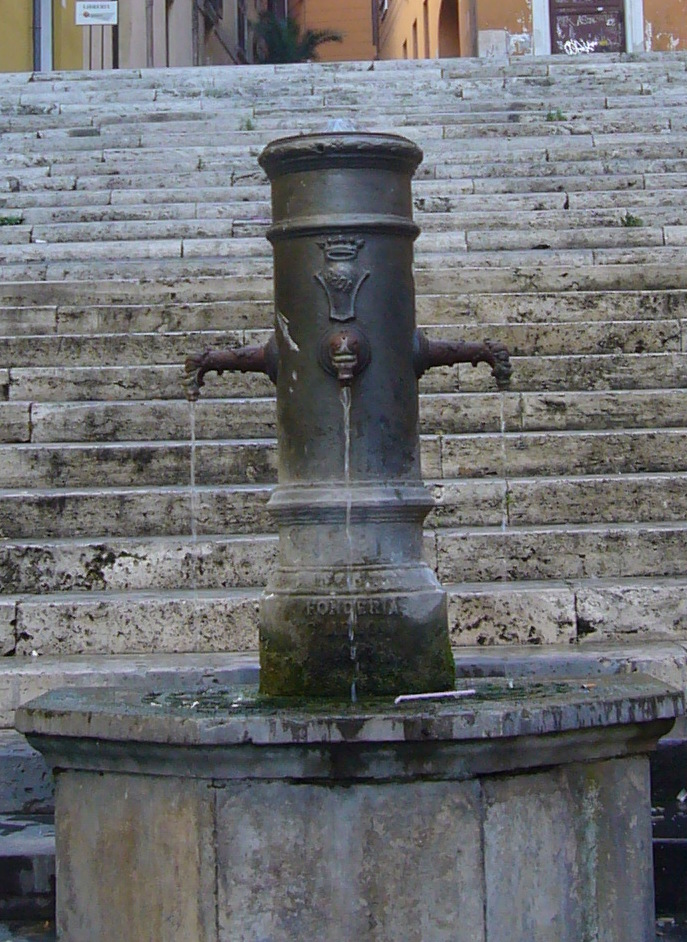
Одна из первых моделей римских фонтанчиков
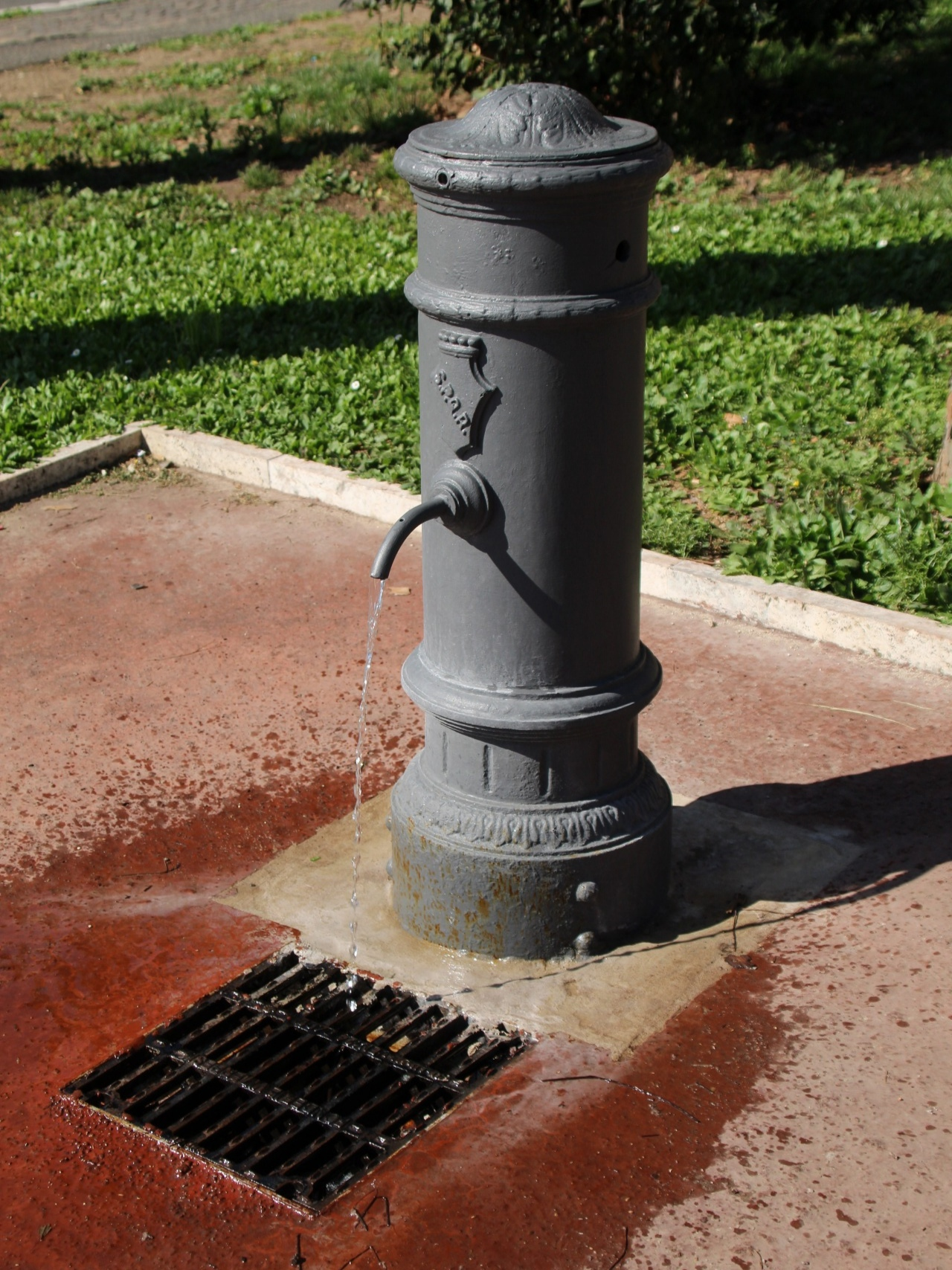
Более поздний вариант римских фонтанчиков — с одним носиком
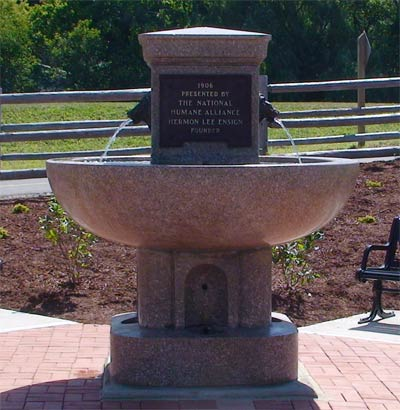
Комбинированный трёхуровневый фонтан в США
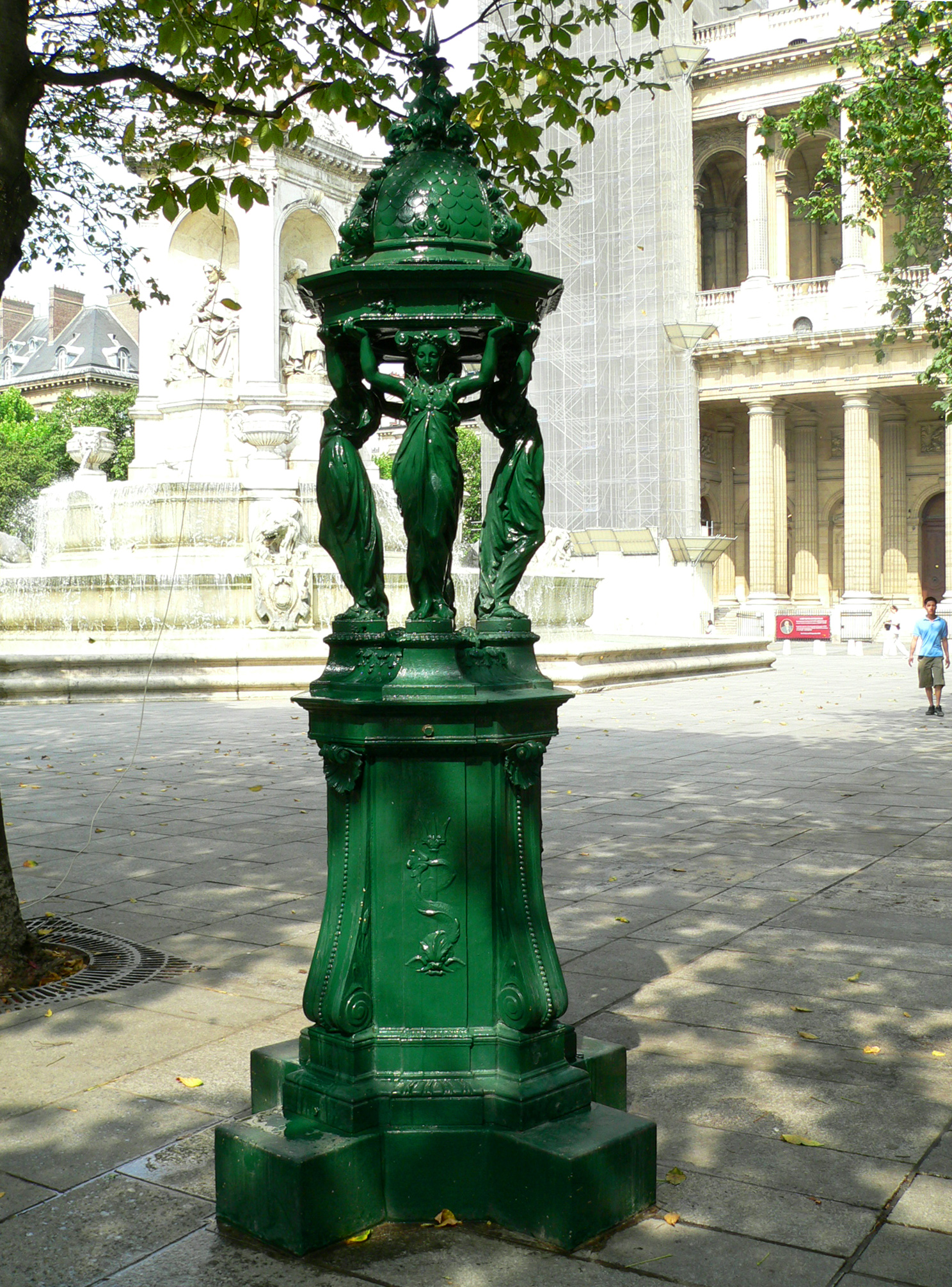
Парижский фонтанчик Уоллеса
Советский знак 1984 года — питьевая вода